# Хайруллин, Абдель-Барый Хабиевич
Абдель-Барый Хабиевич Хайруллин (род. 1 февраля 1955) — российский исламский деятель. Имам-хатыб Центральной соборной мечети Оренбурга, муфтий Духовного Управления Мусульман Оренбургской области (1994—2015).

## Биография
Родился 1 февраля 1955 года в селе Кузбаево, входившем в Бураевский район Башкирской АССР. Окончил среднюю татаро-русскую школу, затем поступил на технологический факультет Уфимского Авиационного Института. Через год оставил светское образование в пользу религиозного, и начал изучать ислам.
В 1977 году поступил в Бухарское медресе Мири Араб. После окончания медресе в 1982 году стал имам-хатыбом Уфимской соборной мечети. В 1986 году поступил в Ташкентский университет, который окончил в 1990 году.
В 1999 году заочно окончил Российскую академию государственной службы при Президенте РФ и Оренбургский государственный университет, где получил квалификацию юриста.
С 2005 года является членом Общественного совета при УВД Оренбургской области. В 2006 году вошёл в состав Общественной палаты Оренбургской области, являлся членом комитета по национальным и этноконфессиональным отношениям.
В марте 2015 года состоялся меджлис имамов Оренбургской области, на котором муфтий Абдель-Барый Хабиевич Хайруллин, возглавлявший Оренбургское РДУМ с момента его образования, подал в отставку по семейным обстоятельствам.